# خربة داريا

مخطط يبين كنيسة خربة داريا.

خربة داريا- منطقة أثرية  في محافظة أربد بالمملكة الأردنية الهاشمية.

## الموقع وأهمية
تقع خربة داريا على بعد حوالي 17كم جنوب إربد و300م جنوب شرق قرية الزعترة على طريق اربد- عجلون، وعلى بعد 5كم جنوب شرق بلدة صمد.
و لم يعرف سبب التسمية ولكن هنالك قرية في دمشق بالغوطة يطلق عليها اسم داريا، وقد ورد ذكر الموقع في المسح الذي قام به نلسون كلوك لهذه المنطقة حيث عثر على كسر فخارية تعود إلى الفترتين الرومانية والبيزنطية ، كما تم العثور على بعض الكهوف، وعلى الرغم من تعدد المسوحات الأثرية لهذا الموقع وما حوله الا أنه لم تجري أية حفريات أثرية منظمة في هذه الخربة أو بجوارها. وخربة داريا موقع أثري كبير المساحة إلى حد ما ، ويرتفع عن سطح البحر حوالي 900م، وتنتشر على سطحه العديد من المقابرالأثرية المختلفة في الشكل والحجم، وموقع الخربة يحفه عدد من الأودية ، منها: وادي يدعى بوادي عراق البنات، بالإضافة إلى بعض الكروم المزروعة بالأشجار الحرجية. وفي الغرب من الموقع يقع تل أثري يدعى "تل زنبوط" ، وفي الشمال الغربي من الموقع تقع خربة تدعى بـــ" خربة جاريا"

## طريقة الكشف عن الخربة
تم الكشف عن موقع الخربة بعد ابلاغ مكتب آثار أربد بتاريخ 8/1995 بوجود أعتداء وتجريف في المنطقة الواقعة إلى الشرق من بلدة الزعترة من قبل لصوص الآثار بحجة البحث عن دفائن ذهبية ، وتبين بعد الوصول إلى المنطقة وجود رقعة فسيفسائية ملونة ، وعليه تم العمل في 1/9/1995 في حفرية إنقاذية للموقع وذلك بهدف الكشف عن باقي الأرضية الفسيفسائية والتعرف على هذا الموقع، وقد استمرت أعمال الحفر والتنقيب لمدة أربعة أشهر تقريبًا( من 1/9 إلي 31/12/1995) ، وقد لوحظ قبل أعمال الحفر من قبل الفريق المشكل لذلك، أن أعمال الجرف التي كان يقوم بها اللصوص قد أضرت بأجزاء من الموقع، حيث أنها أزالت جزء من جدارن الكنيسة خاصة الجدران الجنوبي والشرقي ، وألحقت الضرر أيضًا بجزء من الأرضية الفسيفسائية.

### أستراتيجيات عملية الكشف والمقتنيات المكتشفة
قبل البدء في عمليات الحفر، تم تقسيم منطقة الخربة إلى أربعة أقسام رئيسة: القسم (A) وهو القسم الذي جرت به الحفريات الأثرية، والقسم (B) وهو عبارة عن منطقة صخرية محيطة بموقع الخربة من الجهة الغربية وشتمل على المقابر البيزنطية والرومانية. والقسم (C) وهو عبارة عن منطقة المقالع الي تقع في الجهة الجنوبية من الموقع الأثري، القسم (D) ويشمل المنطقة الشمالية من الموقع الأثري. وفي القسم (A) الذي جرت به الحفريات الأثرية حيث تم فتح 20 مربعًا بأطوال 5م×5م ، واحيانًا 4م×4م حسب طبيعة العمل ، وتم العمل في المربع الأول ومن ثم التوسع إلى بقية المربعات، وقد عثر في الجانب الغربي من المربع الأول على صف من الحجارة وهو عبارة عن جدار مبني على الصخر بطول 5م وعرض 1م  يتجه شمال جنوب، وجزء منه داخل القاطع الغربي من المربع بني من حجارة كبيرة ومتوسطة الحجم تم تثبيتها بمونة طيبنية وهو جدار للرواق الغربي للكنيسة. ومن خلال هذا المربع تم الوصول إلى الأرضية الفسيفسائية للكنيسة ، وم العثور على سطح هذه الأرضية على تابوت من الحجر الجيري الكلسي وبداخله بقايا جمجمتين وعظام مخلوطة بكسر فخارية وزجاجية. وقد تم تتبع هذه الأرضية في المربعات المجاورة حيث تم العثور على عدة غرف ملاصقة للكنيسة من الناحية الجنوبية وتم الوصول إلى أرضية هذه الغرف وهي عبارة عن ارضية فسيفسائية من أجار كبيرة غير ملونة.

## كنيسة داريا (خربة داريا)
بعد الأنتهاء من أعمال الحفر والتنقيب ظهرت بقايا الجدران والأساسات لمبنى الكنيسة والتي تم بنائها من الحجر الكلسي الكبيرالحجم ، وتصميم الكنيسة جاء على النظام البازليكي الذي يتكون من رواقيين جانبين وصحن في الوسط  وحينة في مقدمة الجهة الشرقية، وتم بناء الجدران الخارجية للكنيسة بوضع الحجارة بشكل طولى فوق الصخر لزيادة متنانة البناء، وقد لوحظ وجود مدخلين أحدهما أستخدم كمحراب، وتبلغ أبعاد هذه الكنيسة من الداخل (11.40 شرق غرب) و (7.50 شمال جنوب) أما الابعاد من الخارج فتبلغ (15.30 شرق غرب) و (12.20شمال جنوب) وتتكون من رواقيين جانبين وصحن في الوسط وحنية في المقدمة الشرقية
أنشئ البناء على مخطط كنيسة بصالتين (Bb) وهو يشكل صالتين، ويفصل بينهما دعامات بقي منها اثنتان، ويتشكل الهيكل من محراب داخلي نصف دائري وغرفة جانبية، وللكنيسة بابان في الجدار الغربي، وتم استخدام الحجر الكلسي في البناء الكبير الحجم والأبيض اللون، وكانت القصارة الداخلية ناعمة والخارجية خشنة ومن ملحقات الكنيسة غرف جانبية ربما كانت أماكن سكن رجال الدين.
تم العثور على أرضية الكنيسة على ثريتين من معدن البرونز، أما الأرضيات الفسيفسائية فعثر عليها في الصالة الرئيسية وكانت تحمل أشكال زخرفية نباتية وهندسية ومنها ما كان يحمل شكل الصليب ودوائر، وفي وسط الصالة الرئيسية عثر على دائرة كبيرة تشكل من دوائر متداخلة، ولكنها تعرضت لحرب الأيقونات (كراسنة 1995: 28- 29). كما وجدت كتابة باليونانية الأولى تقع عند نهاية المحراب وجاء فيها «أيها القديسان» كوزمس «و» دميانوس«لذكرى أمتك» ماريا""، وفي الجزء الأوسط من المحراب دائرة بداخلها كتب «أيها الرب إله القديس» كوزمس«و» دميانوس «اذكر عبدك» ثيودورس""، ولكن كتابة الأهداء والتكريس في الصحن غير مكتملة، ويبدو من خلال كتابة الأهداء أن الكنيسة كانت مكرسة للقديسين «كوزمس«و» دميانوس»
أما عن تاريخ بناء الكنيسة فليس هناك تاريخ محدد لعملية البناء وذلك بسبب أعمال التخريب التي لحقت بالمنطقة ، ويمكن إعطاء تاريخ تقريبي لبناء الكنيسة ، والتي يؤرخ لها بالقرن السادس الميلادي مقارنة مع أرضيات فسيفسائية متشابه مع الأرضيات في كنيسة داريا (قاقيش 2007: 325- 326). ومن خلال اسم كاهن الكنيسة كوزماس ودميانوس واجراء مقارنة مع الكنائس الموجودة بالأردن وتحمل نفس الطابع الزخرفي في الأرضيات الفسيفسائية مثل كنيسة الرسل في مادبا، وكنيسة البصيلة في أربد، وكنيسة الجبيهة في عمان ، وكنيسة آشعيا في جرش

## المكتشفات الأثرية
تتمثل المكتشفات الأثرية التي تم العثور عليها في منطقة خربة داريا بعد أعمال الحفر والتقيب في الآتي:
- عدد (2) ثريا من البرونز لها ثلاث نتؤاءات بارزة لوضع حمالات عليها وهذه الحمالات متصلة بخطاف للتعليق.
- قطعة عملة واحدة وهي عبارة عن فلس نحاسي مملوكي ، والقطعة غير مؤرخة. والكتابة عليها غير واضحة.
- عمودان من الرخام
- كسر فخارية تعود للفترين الأموية والبزنطية.

## حفريات من خربة داريا
تم العثور على عظام دجاجة في منظقة خربة داريا الأثرية بالأردن، وقد خضع هذه العظام للفحص من قبل ثلاثة باحثين فرنسيين في مجالات العلوم البيطرية والبيئية والآثار، وهو أمر غير مألوف في الدراسات الأثرية والحفرية والتى عودت على فحص بقايا العظام البشرية من أجل معرفة الأمراض التي يمكن أن يكون تعرض لها البشر في حقبة معينة وطرق العامل مع هذه الأمراض. وقد وجدت عظام الدجاجة ضمن تجمع عظمي تضمن حوالي 121 من بقايا عظام الحيوانات والطيور ، وتم تصنيفها إلى 57 عظمة دجاج، و47 بقايا عظام أغنام وماعز، و16 لم يتم تحديدها، وقد توصل الباحثين بعد فحصهم لعظام الدجاجة إلى نتائج تم نشرها ضمن دراسة في المجلة الدولية للباثولوجيInternational Journal of Paleopathology ومن بين هذه النتائج  أن هذه الدجاجة قد تعرضت للكسر في عظمة الفخذ، وأنها خضعت لعناية طبية لمساعدتها في التئام الكسر. ووضع الفريق البحثي رسماً تخيلياً للأسلوب الطبي الذي استُخدِم مع الدجاجة، والذي هدف إلى مساعدة الجسم على تشكيل نسيج لين حول الكسر، ليقوم بعد ذلك بامتصاص هذا النسيج والتئام الكسر.

## انظر ايضًا
- خربة الذريح
- خربة إسكندر
- خربة البتراوي
- خربة التنور
- خربة النحاس
- خربة الزيرقون
- خربة ياجوز الأثرية.

## قائمة المصادر
- كراسنة، وجيه. 1997؛ حفرية كنيسة خربة داريا لعام 1995: الزعتره- صمد، حولية دائرة الآثار العامة 1997، المجلد 41: الصفحات: 21- 36.
- قاقيش، رندة. 2007؛ عمارة الكنائس وملحقاتها في الأردن في العهدين البيزنطي والأموي، عمان: دار ورد.